# Jaume Farguell
Jaume Farguell i Sitges es un abogado y político bergadà. Antiguo militante del FNC y actualmente en el CiU, fue el primer alcalde de Berga elegido democráticamente en las elecciones de 1979 ocupando el cargo hasta 1987 y después continuando desde 1991 hasta 1998. Fue elegido diputado al Parlamento de Cataluña a las Elecciones al Parlamento de Cataluña de 1999. También es presidente del Òmnium Cultural en el Bergadá y del Casal Europeo en el Bergueda.